# Camponotus massiliensis
Camponotus massiliensis é uma espécie de inseto do gênero Camponotus, pertencente à família Formicidae.